# Fayzābād
Fayzābād (persa: فيذ آباد ) es una ciudad de Afganistán ubicada al noreste del país, a orillas del río Kokcha. Es la capital de la provincia de Badajshán. Con una población es de 37 300 habitantes (2019), es el principal centro comercial y administrativo de Afganistán y de la región de Pamir.

## Historia

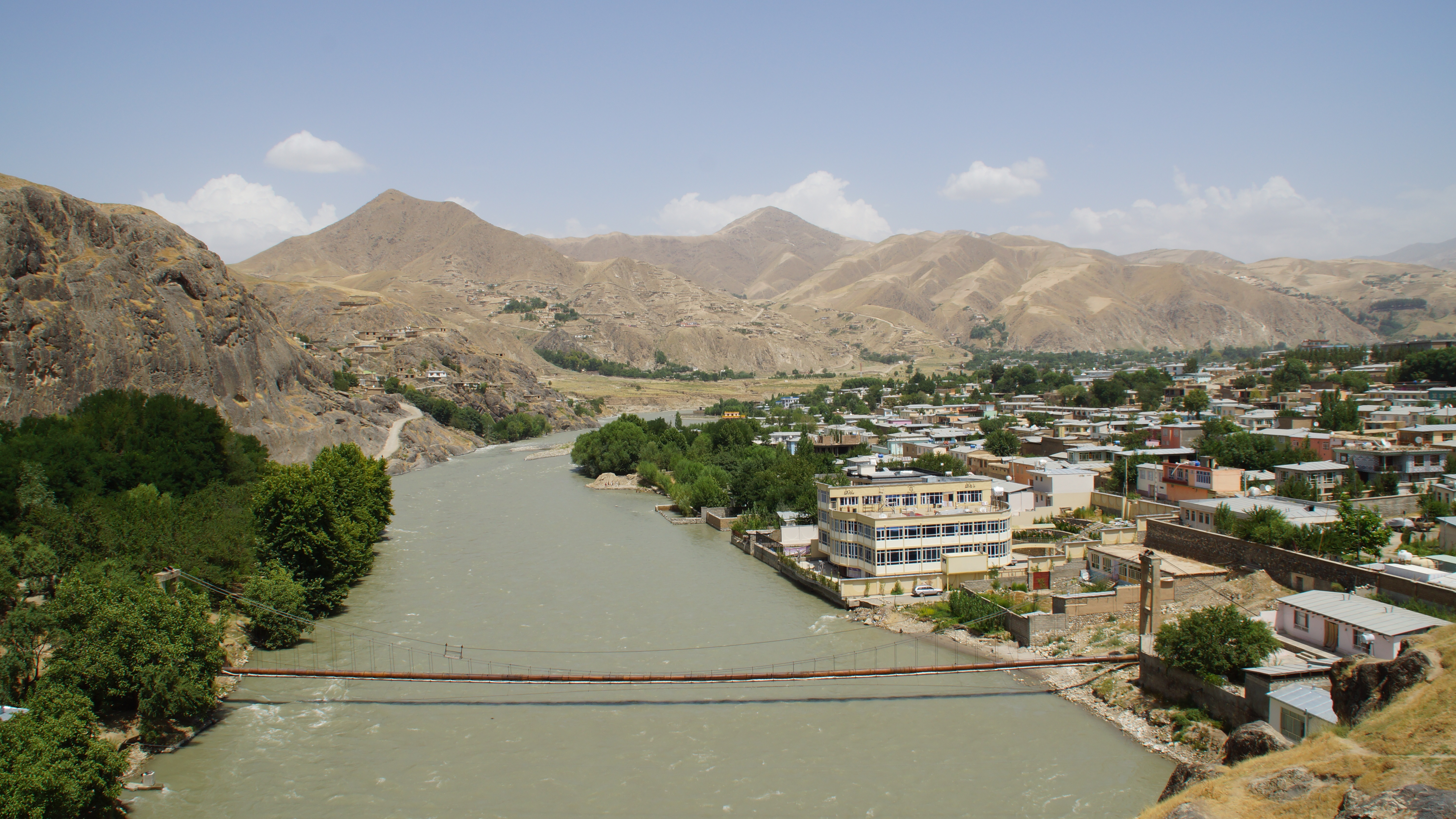
El río Kokcha.

En 1979 se convirtió en foco de guerrillas de los afganos que procuraban rechazar la invasión soviética. Fayzābād fue tomado por las fuerzas soviéticas en el año 1980 y ocupada por una guarnición.

## Población
La mayoría de sus habitantes son de etnia tajik. 

## Climatología
El promedio de temperatura diario en el invierno es de sobre 0 °C y en verano es de 25 °C. En invierno la ciudad es aislada a veces por la nieve.

## Comunicaciones
La población cuenta con un aeropuerto.